# NGC 2904
NGC 2904 (другие обозначения — ESO 434-6, MCG -5-23-3, AM 0928-300, PGC 26981) — линзовидная галактика в созвездии Насос. Находится на расстоянии 23,6 Мпк. Удаляется со скоростью 2385 км/с. Находится в одной группе галактик с NGC 3001 и ещё двумя галактиками . Галактика примечательна отсутствием нейтрального водорода в межзвёздной среде, полная масса нейтрального водорода не превышает 0,2⋅109 M⊙.
Этот объект входит в число перечисленных в оригинальной редакции «Нового общего каталога».